# Краснопеев, Мартын Кузьмич

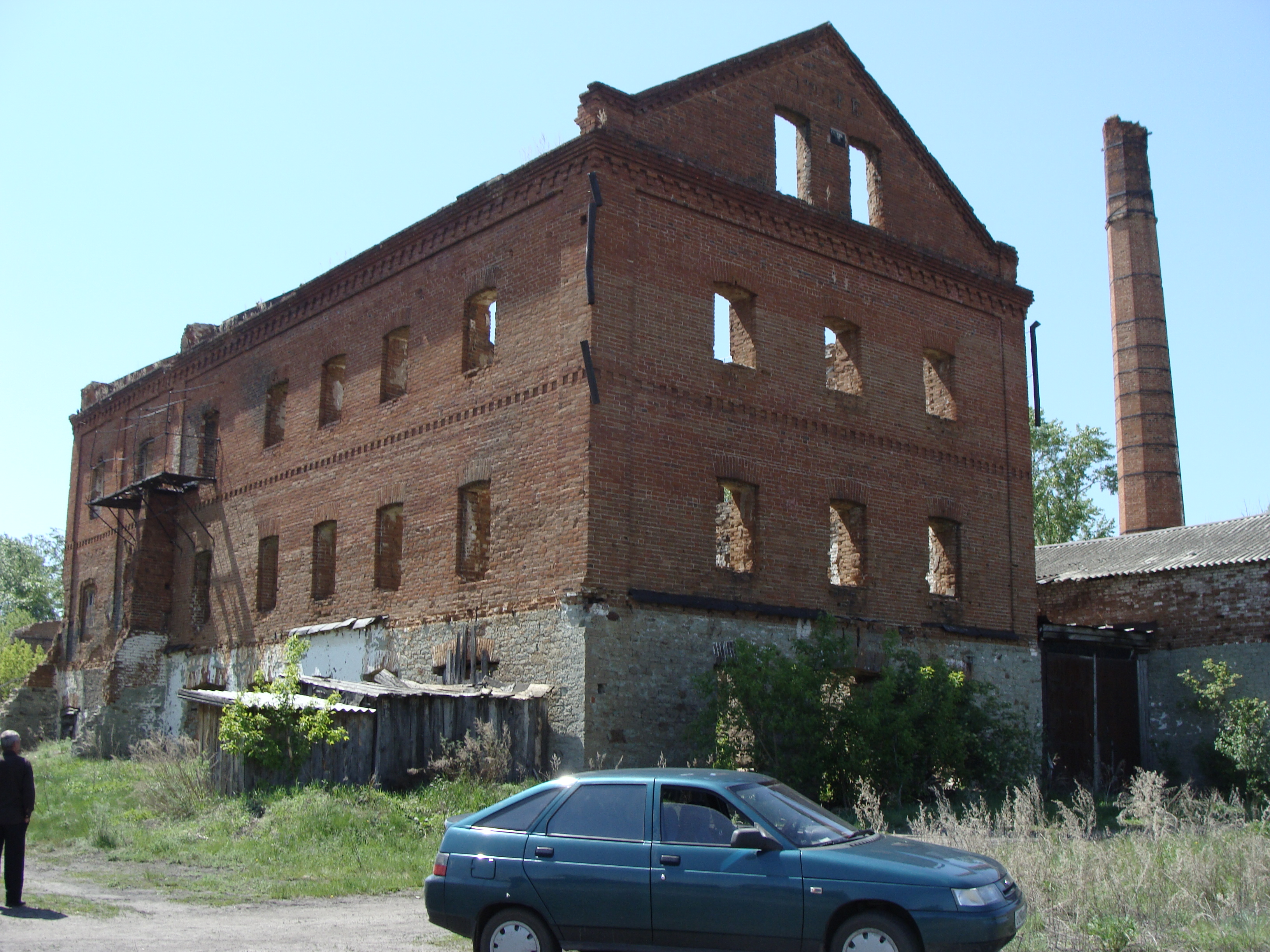
Руины мельницы купца М. К. Краснопеева в деревне Красный Октябрь Целинного района Курганской области.

Марты́н Кузьми́ч Краснопе́ев (XIX век, Челябинский уезд, Оренбургская губерния — 1918) — крупный предприниматель Южного Зауралья конца XIX — начала XX века, купец 1-й гильдии.

## Биография
Мартын Краснопеев жил на рубеже XIX—XX веков в станице Усть-Уйской Усть-Уйского станичного юрта Челябинского уезда Оренбургской губернии, ныне село входит в Целинный муниципальный округ Курганской области. Происходил из разночинцев, а не казаков.
Разбогател, женившись на дочери состоятельного человека. В селе Становом Становской волости Челябинского уезда (ныне в Целинном муниципальном округе Курганской области) жил богач Сысоев. У него была единственная дочь – некрасивая. Сысоев пригляделся к Краснопееву которого позвал к себе на работу – вначале работником, затем приказчиком и уговорил его жениться. Хоть и некрасивая, но умная, дельная. Выделил Сысоев скота, товару, денег для открытия дела.
По данным автора документального сборника «История земли Целинной», «Мартын Краснопеев был самым богатым владельцем скота и хлеба по всей округе, скупал земли в Казахстане». Владел паровыми мельницами в станице Усть-Уйское (ныне село Усть-Уйское Целинного муниципального округа Курганской области) и селе Щучье (ныне город в Щучанском муниципальном округе Курганской области). Хлеба много засевали, убирать рабочих рук не хватало. А Краснопеева крепко выручали кыргызы (казахи), которых привлекал подарками, уважением. 
Проживал в деревне Лютинке Кустанайского уезда Тургайской области, ныне село не существует, его территория в Мендыкаринском районе Костанайской области  Республики Казахстан; построил на Тоболе водяную мельницу.
Мука-крупчатка высшего сорта отправлялась в Санкт-Петербург, Ростов-на-Дону и за границу. 
Уроженец с. Усть-Уйского А. Н. Тимофеев вспоминает: «Отец Николай Фёдорович, казак, когда вернулся с фронта в Великую Отечественную войну, то привёз из-за границы брезентовый мешок с мукой-крупчаткой, на котором была надпись „Краснопеев“». Известно, что мука Краснопеева удостаивалась золотых медалей на Парижской выставке. В начале XX века Краснопеев приобрёл легковой автомобиль — это была единственная легковая машина в Усть-Уйском.
На средства купца в Усть-Уйском в 1900 году были построены 3 школы — для девочек, мальчиков и высшее начальное четырёхгодичное училище-гимназия, попечителем которого являлся М. К. Краснопеев. На первом этаже гимназии располагалось казачье войсковое управление.
Купец пожертвовал 500 рублей на постройку церкви в станице Усть-Уйской. Над четвериком возвышался высокий восьмерик, увенчанный крупной грушевидной главой. К храму примыкали трапезная и очень высокая четырёхъярусная колокольня также с грушевидной главой. Ныне здания заброшены.
В честь купца назван один из посёлков в округе - Краснопеевка.
Старожилы вспоминают, что Краснопеев планировал построить железную дорогу от Усть-Уйского до города Шумиха, но помешала Первая мировая война.
После установления Советской власти в августе 1919 года Краснопеев с супругой, дочерью Надеждой и сыном Михаилом уехал в Санкт-Петербург, бросив все своё имущество. По слухам, купец уехал в Англию. По другим данным умер в 1918 году. Спустя полвека недвижимое имущество купца находится в руинированном состоянии.
В доме Краснопеева в селе Усть-Уйском открыт молебный дом в честь Покрова Пресвятой Богородицы. Регулярные службы силами священнослужителей Далматовского Успенского монастыря начались в молебном доме после передачи его в Монастырское благочиние указом правящего архиерея епископа Шадринского и Далматовского Владимира от 20 января 2021 года.